# Leeton (Australie)
Pour les articles homonymes, voir Leeton (homonymie).
Leeton est une ville australienne, chef-lieu du comté de Leeton, située dans la Riverina en Nouvelle-Galles du Sud. 

## Géographie
La ville est située à environ 550 km à l'ouest de Sydney et 450 km au nord de Melbourne. Établie dans une zone d'irrigation à partir de la rivière Murrumbidgee, Leeton est considérée comme au centre d'une des régions agricoles les plus productives d'Australie avec les cultures d'agrumes, de riz, de raisins et de céréales. Leeton est considérée comme la « capitale du riz » de l'État et abrite le siège social de la plus grosse compagnie australienne de commerce du riz, « the SunRice ».
Leeton a été conçue par l'architecte américain Walter Burley Griffin, le concepteur de Canberra, la capitale fédérale, au début des années 1900. La ville a un boulevard de ceinture circulaire avec des rues rayonnantes. La ville conserve encore cet aspect avec ses quartiers spécialisés : commerciaux, administratifs, industriels, résidentiels, éducatifs, culturels, distractifs, sociaux.

## Démographie
La population s'élevait à 8 623 habitants en 2016.

## Galerie

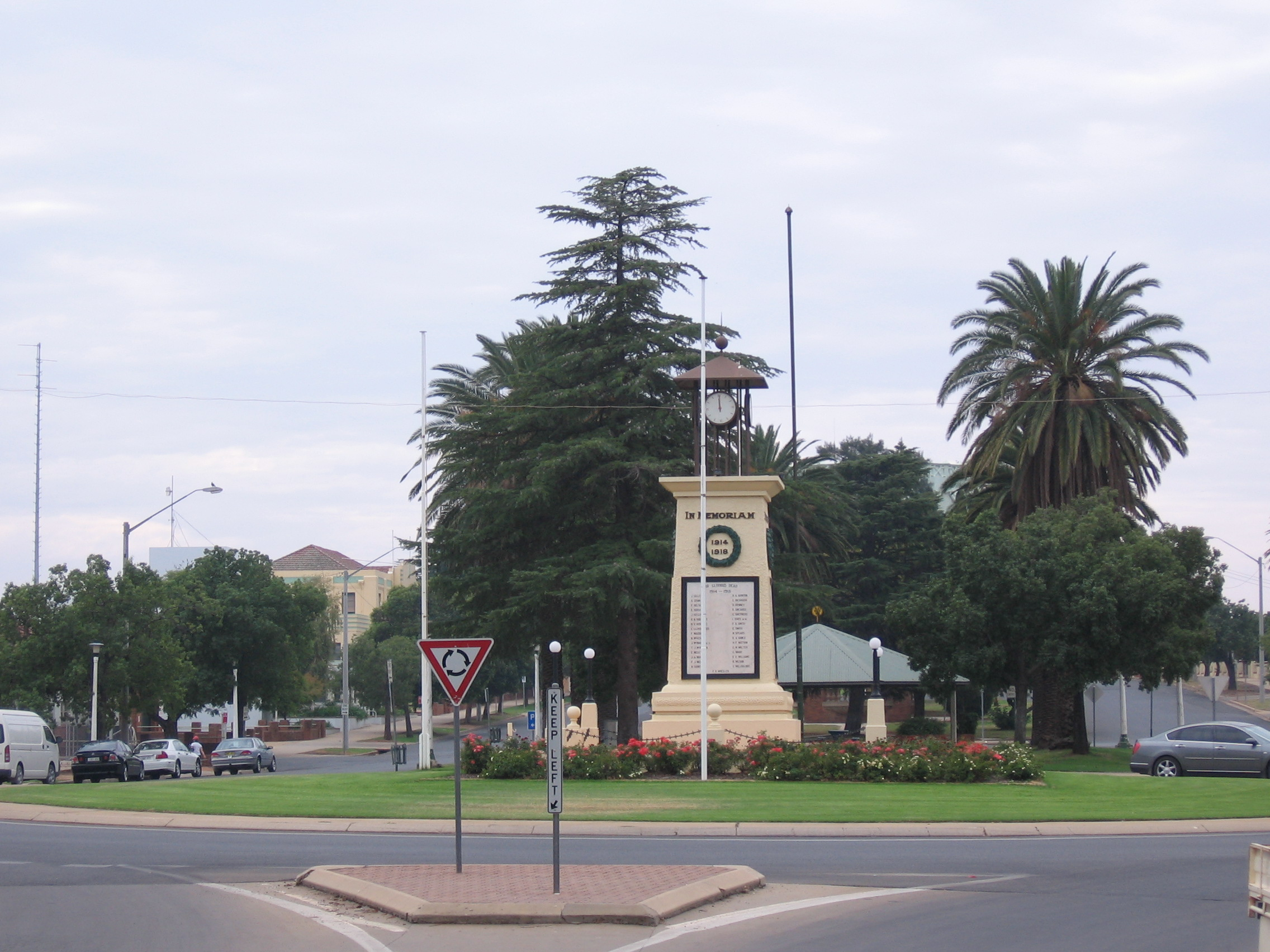
Le mémorial de guerre.
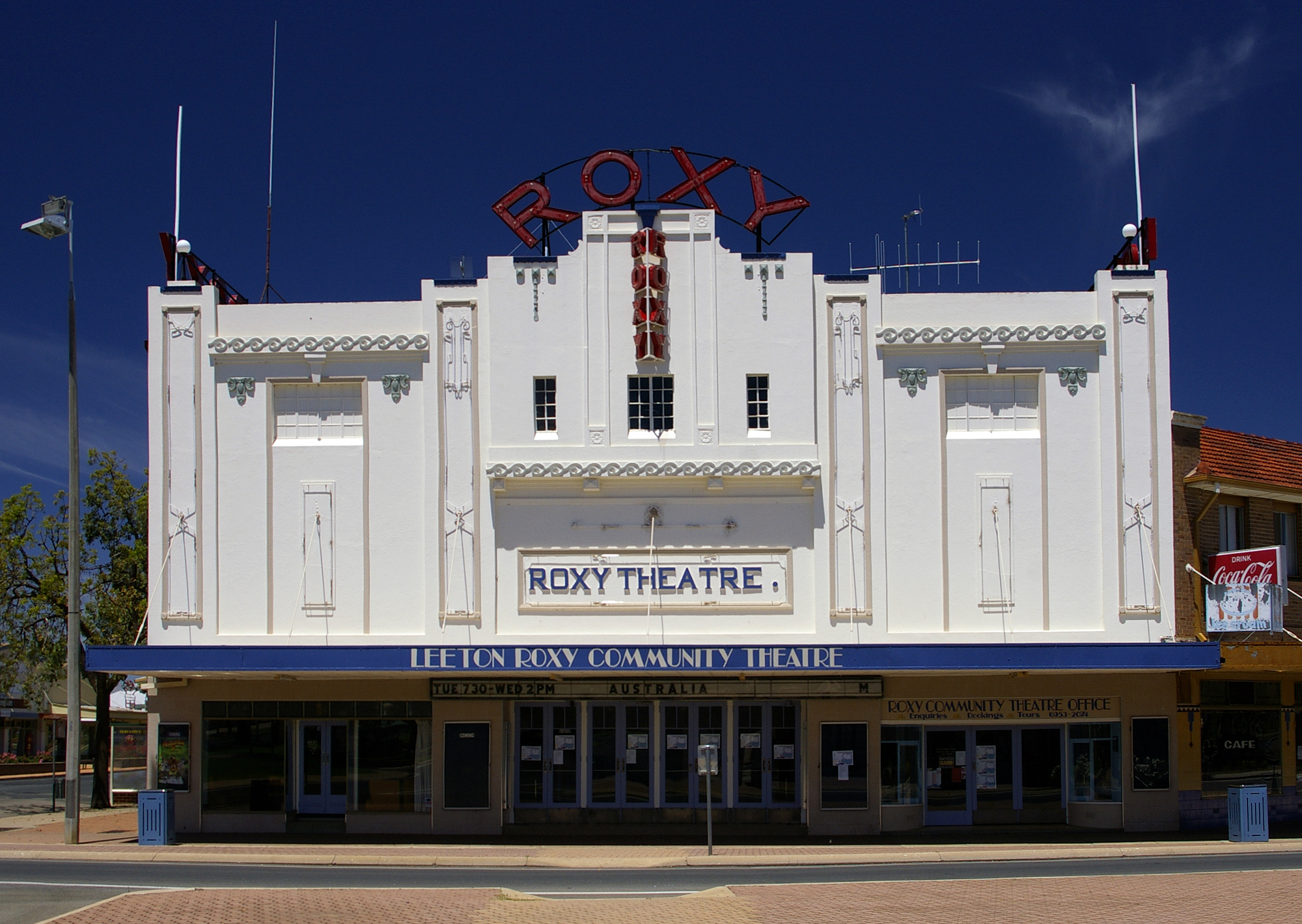
Le théâtre.
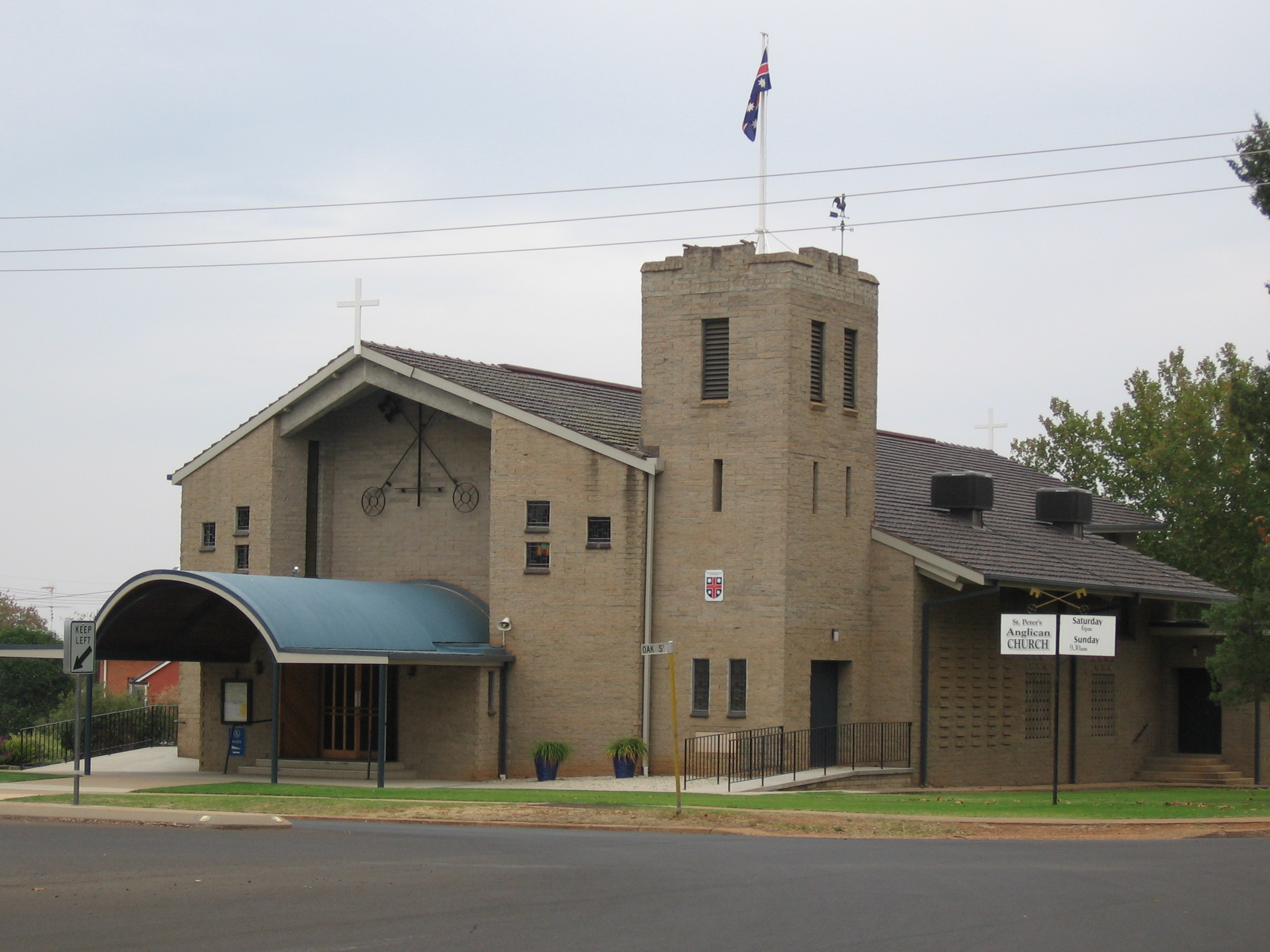
L'église anglicane St Pierre.